# Parahepomadus
Genre
Parahepomadus est un genre de crustacés décapodes de la famille des Aristeidae.

## Liste des espèces
Selon World Register of Marine Species (28 décembre 2018) :
- Parahepomadus vaubani Crosnier, 1978

## Description
Ce genre a été créé pour accueillir l'espèce type, Parahepomadus vaubani, mais l'auteur précise que cette création s'est faite avec réticence en l'état actuel des connaissances sur la famille des Aristeidae.

## Publication originale
- Crosnier, 1978 : Crustacés Décapodes pénéides Aristeidae (Benthesicyminae, Aristeinae, Solenocerinae). Faune de Madagascar, vol. 46, pp. 1-197 (texte intégral) (en) [PDF].